# 史蒂夫·贝希尔

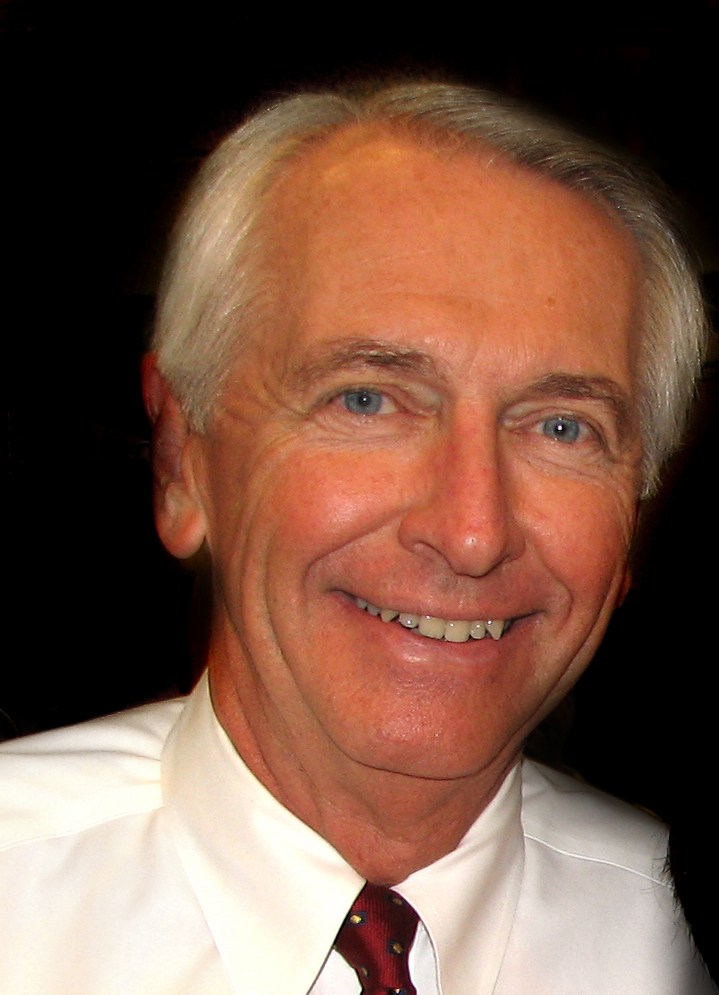
史蒂夫·贝希尔

史蒂夫·贝希尔（英語：Steve Beshear；1944年9月21日—），美国 民主党政治人物，律师，肯塔基州第61任州长。

## 生平
1944年9月，生于肯塔基州霍普金斯县道森斯普林斯。1966年，毕业于肯塔基大学。1983年12月至1987年12月，担任肯塔基州副州长。2007年12月11日至2015年12月8日，担任肯塔基州州长
2019年，其兒子安迪·貝謝爾當選第63任肯塔基州州長。

## 荣誉

### 外国勋章奖章
- 旭日重光章（日本，2021年11月3日公布[1]）